# スタンレー電気
スタンレー電気株式会社（スタンレーでんき、英: Stanley Electric Co., Ltd.）は、東京都目黒区中目黒に本社を置く、日本の大手電子機器メーカー。主に自動車用照明機器や電子デバイス製品の開発・製造・販売を行っており、自動車業界向けに高性能なLEDヘッドランプやランプユニットなどを提供している。グローバル展開も進めており、アジア・欧米をはじめとした各国に生産・販売拠点を有する。
東京証券取引所プライム市場に上場しており、日本を代表する自動車照明機器メーカーの一つとして知られている。

## 概要
1920年（大正9年）12月29日、自動車電球などの特殊電球の製造販売を目的に北野隆春が北野商会を創業。1921年（大正10年）、商標を探検家のヘンリー・モートン・スタンレーに由来する“スタンレー”に定める。
1933年（昭和8年）5月5日、法人改組し、スタンレー電気株式会社を設立。

## 沿革
- 1920年（大正9年）12月 - 創業。
- 1933年（昭和8年）5月 - スタンレー電気株式会社設立。
- 1961年（昭和36年）10月 - 東京証券取引所第2部上場。
- 1962年（昭和37年）2月 - 東京証券取引所第1部に指定替え。
- 1968年（昭和43年）7月 - 台湾に「台湾スタンレー」を設立。
- 1970年（昭和45年）10月 - 大阪証券取引所第1部上場。
- 1980年（昭和55年）5月 - タイ王国に「タイ・スタンレー」を設立。
- 1993年（平成5年）4月 - 香港に「スタンレー香港」を設立。
- 1995年（平成7年）10月 - 天津に「天津スタンレー」を設立。
- 1996年（平成8年）11月 - 上海に「上海スタンレー」を設立。
- 1997年（平成9年）1月 - ベトナムに「ベトナム・スタンレー」を設立。
- 1998年（平成10年）5月 - ドイツに「スタンレー電気・ドイツ」を設立。
- 2001年（平成13年）
  - 2月 - イギリスに「スタンレーU.K.」を設立。
  - 6月 - 中国に「蘇州スタンレー（SEZ）」を設立
  - 7月 - ハンガリーに「スタンレーハンガリー（SEH）」を設立。インドに「スタンレー電気エンジニアリング・インド（SEI）」を設立。
  - 10月 - インドネシアに「インドネシアスタンレー」を設立。
- 2002年（平成14年）
  - 3月 - ドイツのヘラーとの合弁で「ヘラー・スタンレーホールディング（HESA）」を設立。
  - 9月 - 中国に「広州スタンレー（GSE）」を設立。
- 2003年（平成15年）
  - 2月 - 「台湾スタンレー（TWS）」を設立。
  - 9月 ‐ シンガポールにアジア・大洋州域内の金融統括会社として「スタンレーエレクトリック・ホールディング・アジアパシフィック（SEAP）」を設立。大阪証券取引所における株式の上場を廃止。
- 2011年（平成23年）3月 - 本社新社屋の建設（建替え）に伴い、本社を渋谷区恵比寿の恵比寿ガーデンプレイスタワーへ仮移転。
- 2012年（平成24年）3月 - 私的独占の禁止及び公正取引の確保に関する法律（独占禁止法）違反容疑で公正取引委員会による立ち入り検査[1]。
- 2013年（平成25年）
  - 1月 - 本社新社屋完成に伴い、本社を現在地へ移転。
  - 3月 - メキシコの販売拠点として「Stanley Electric Mexico S.A. de C.V.」を設立（現・連結子会社）。
- 2015年（平成27年）9月 - 中国の設計・開発拠点として天津斯坦雷電気科技有限公司を設立。

## 事業所
- 山形製作所
- 秦野製作所
- 浜松製作所
- 岡崎製作所
- 広島製作所
- 横浜技術センター
- 秦野テクニカルセンター
- 鶴岡製作所 鶴岡工場　第一工場
- 鶴岡製作所 鶴岡工場　第二工場

## 主な製品
「Stanley」ブランドにて展開される。かつてランプ類は、「Stanley」及び「RAYBRIG」（レイブリッグ）の2種のブランドで展開されていたが、「RAYBRIG」は2021年3月31日をもって終了し、「Stanley」ブランドに統一された。
- 発光ダイオード（LED）
- 液晶ディスプレイ（LCD）
- センサ
- 前照灯（ヘッドランプ）
- リアコンビネーションランプ
- 車載電子機器（カーエレクトロニクス）製品

## モータースポーツ

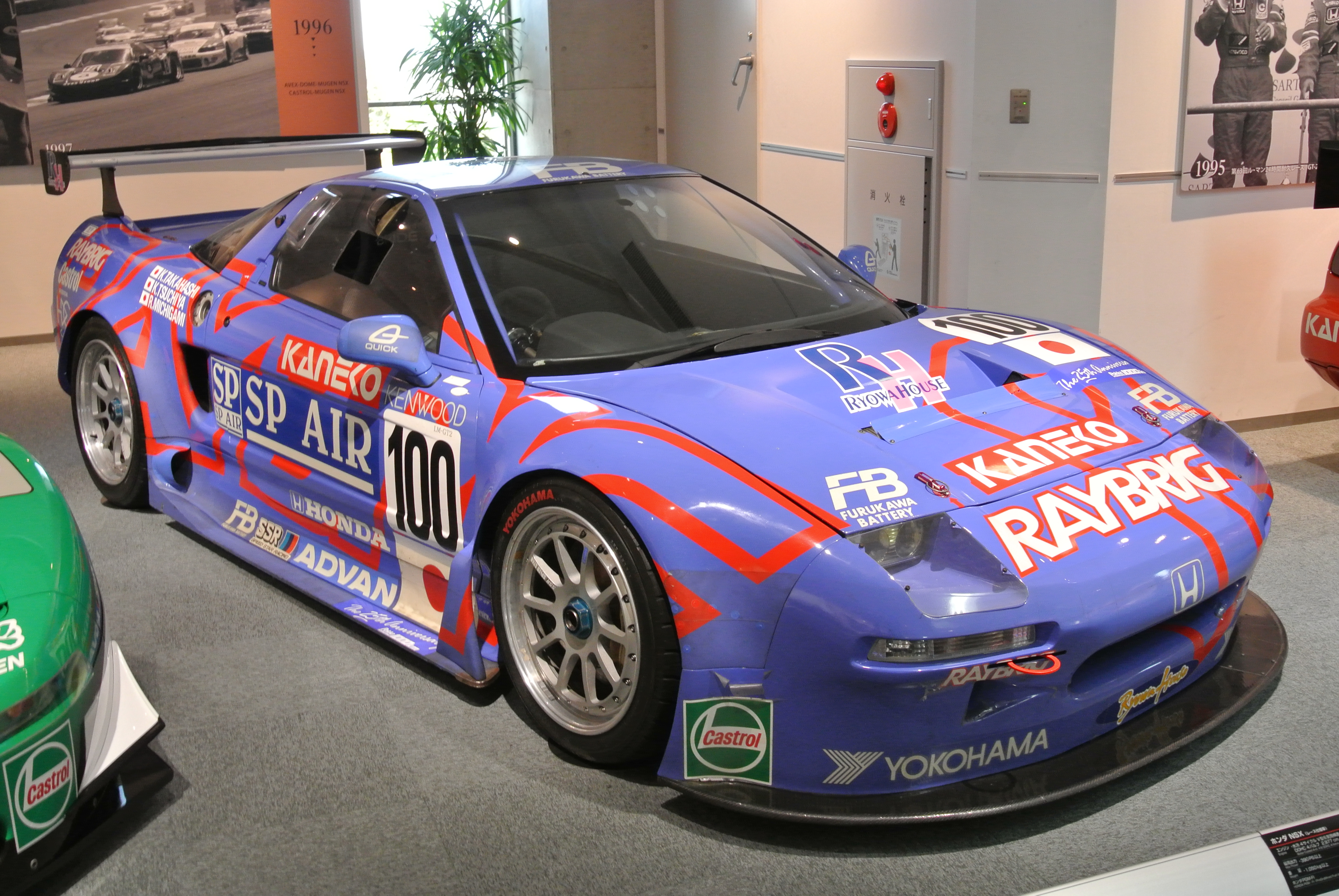
RAYBRIG NSX
(1996年鈴鹿1000km参戦マシン)

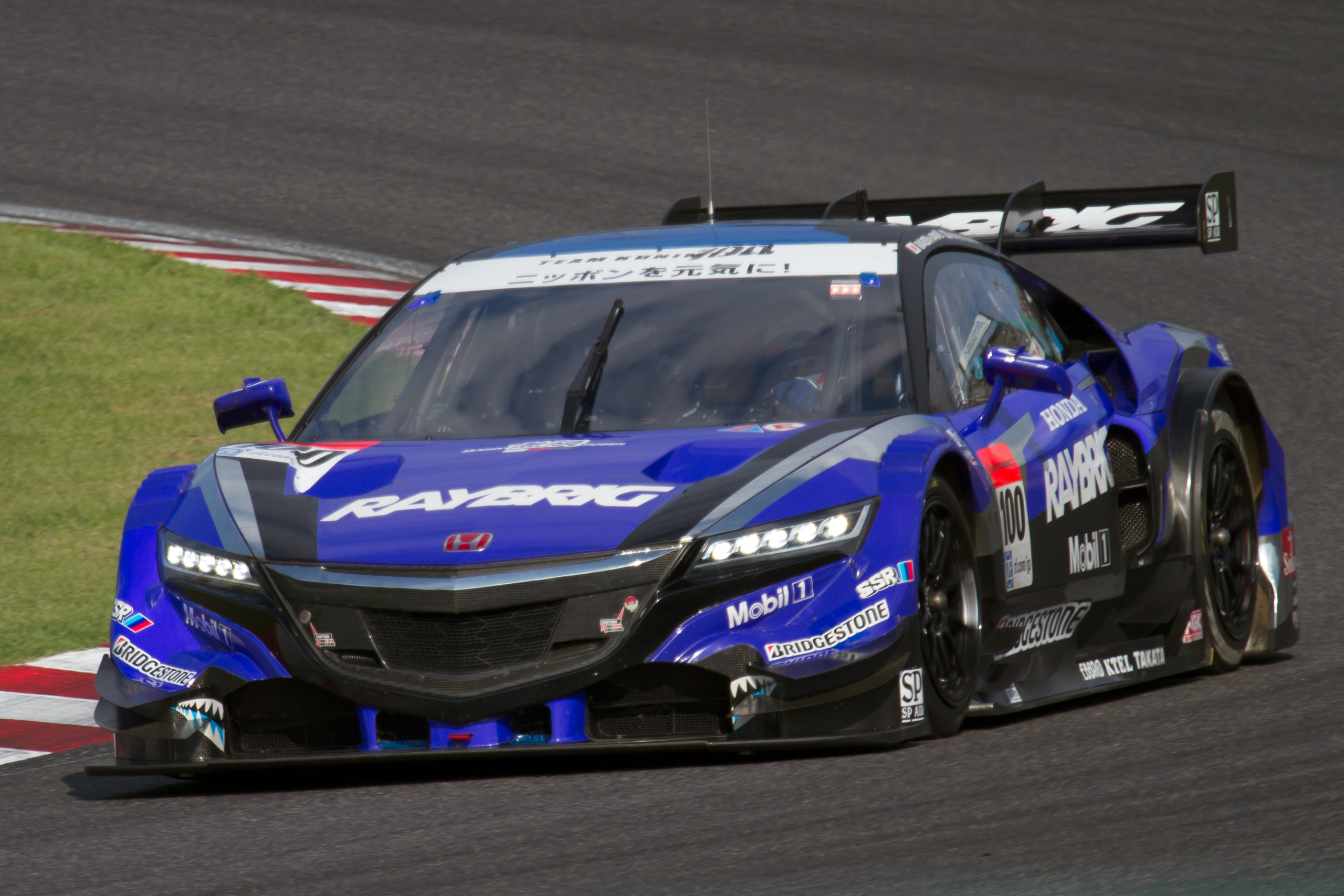
RAYBRIG NSX CONCEPT-GT
(2014年参戦マシン)

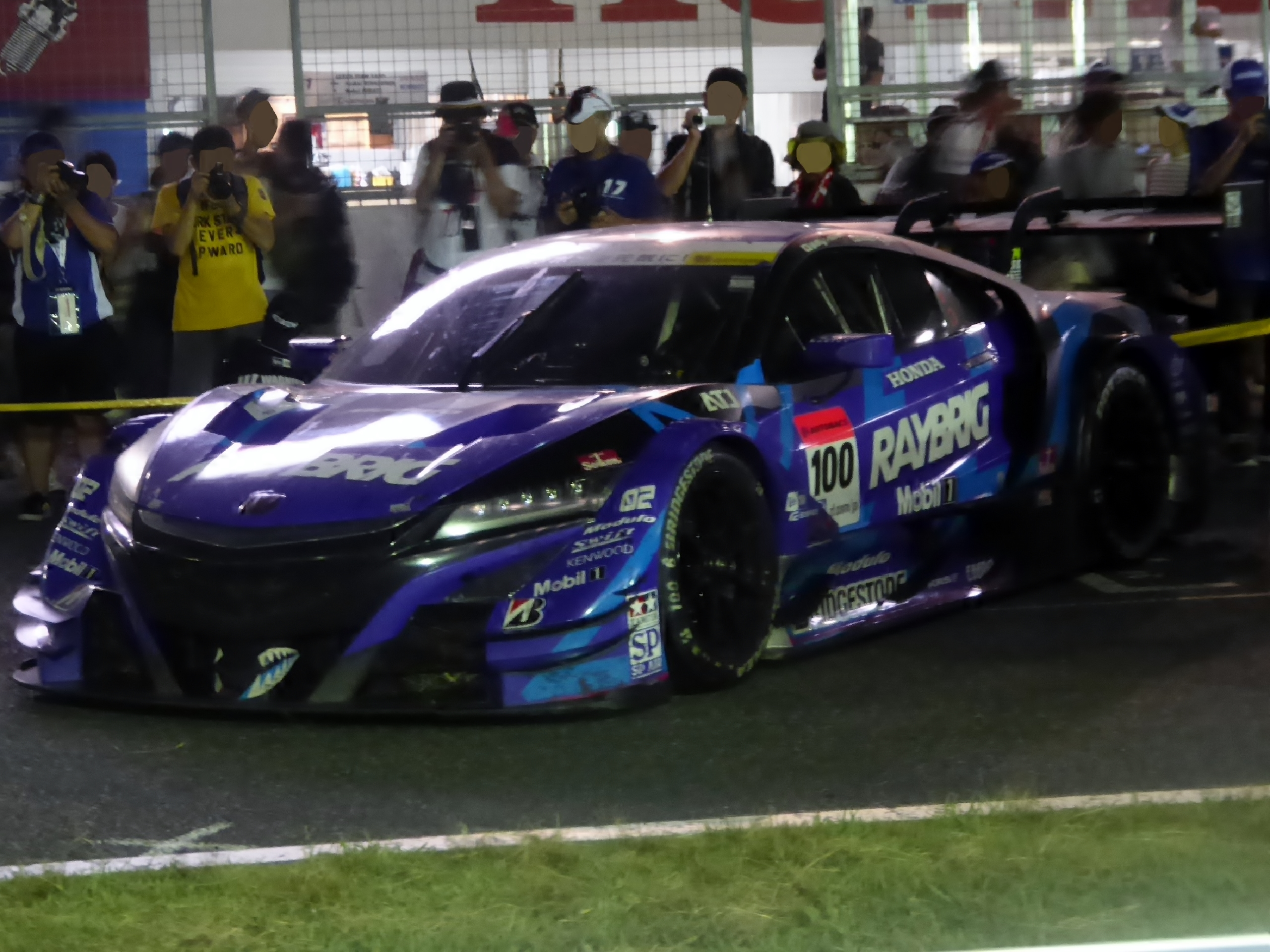
RAYBRIG NSX-GT
（2017年・鈴鹿1000kmにて）

1996年より、「RAYBRIG（レイブリッグ）」のブランド名でル・マン24時間レースやSUPER GTなどに参戦するチーム国光のメインスポンサーを務めている。
上記のとおり「RAYBRIG」ブランドの終了に伴い、「RAYBRIG」を冠した青基調のカラーリングも2020年で終了。2021年からは「STANLEY」のブランドで引き続きチーム国光を支援する。

### 歴代レースクイーン
| RAYBRIGレースクイーン | RAYBRIGレースクイーン            | RAYBRIGレースクイーン                                                             |
| 年度                  | メンバー                         | 備考                                                                              |
| --------------------- | -------------------------------- | --------------------------------------------------------------------------------- |
| 1996年 1997年 1998年  | 篠崎ゆき、岡田樹里               | 同一メンバーで3年継続。                                                           |
| 1999年                | 三好さやか、中前純江             |                                                                                   |
| 2000年                | 三好さやか、我孫子千香、秋山直子 |                                                                                   |
| 2001年                | 三好さやか、七生奈央、木崎友紀   |                                                                                   |
| 2002年 2003年         | 三好さやか、近藤和美             | 三好は歴代最長の5年間でRAYBRIGレースクイーンを卒業。                              |
| 2004年                | 近藤和美、高橋麻美               |                                                                                   |
| 2005年                | 吉川ひとみ、高橋麻美、金光育恵   |                                                                                   |
| 2006年                | 吉川ひとみ、高梨まり、佐野未来   |                                                                                   |
| 2007年                | 森木美和、宮田真帆               | ここから再び2人体制に戻る。                                                       |
| 2008年                | 森木美和、瀬長奈津実             |                                                                                   |
| 2009年                | 森木美和、坂本麻衣               |                                                                                   |
| 2010年                | 田中優夏、加藤里奈               |                                                                                   |
| 2011年                | 田中優夏、せいら                 | 歴代唯一の姉妹揃ってのRAYBRIGレースクイーン。 せいらはRAYBRIG史上初の平成生まれ。 |
| 2012年                | せいら、森麻里菜                 |                                                                                   |
| 2013年                | 遠藤ゆきえ、春那美希             | 2人揃って昭和生まれとなったのはこの年が最後。                                     |
| 2014年                | 遠藤ゆきえ、石黒エレナ           |                                                                                   |
| 2015年                | 大山美保、比良祐里               | 大山は昭和生まれ最後のRAYBRIGレースクイーンとなった。                             |
| 2016年                | 比良祐里、林紗久羅               |                                                                                   |
| 2017年                | 林紗久羅、はらことは             |                                                                                   |
| 2018年                | はらことは、北川みこ             |                                                                                   |
| 2019年 2020年         | 沢すみれ、相沢菜々子             | 17年ぶりに同一メンバーが2年連続で担当。                                           |
| STANLEYレースクイーン |                                  |                                                                                   |
| 年度                  | メンバー                         | 備考                                                                              |
| 2021年                | 相沢菜々子、原あゆみ             | [ 6 ]                                                                             |
| 2022年 2023年         | 仲美由紀、廣川エレナ             | [ 7 ]                                                                             |